# Лизје
Лизје (фр. Lisieux) град је у Француској, у департману Калвадос.
По подацима из 1999. године број становника у месту је био 23.166.

## Демографија
| 1962.  | 1968.  | 1975.  | 1982.  | 1990.  | 1999.  | 2011.  |
| ------ | ------ | ------ | ------ | ------ | ------ | ------ |
| 21.156 | 23.830 | 25.521 | 24.940 | 23.703 | 23.166 | 21.391 |

## Партнерски градови
- Сен Жером
- Тонтон
- Сен Жорж (Квебек), Mogliano Veneto